# アンドレ・サ
アンドレ・レゼンデ・サ（André Rezende Sá, 1977年5月6日 - ）は、ブラジル・ベロオリゾンテ出身の男子プロテニス選手。ダブルスの得意な選手として活動し、ATPツアーでダブルス11勝を挙げた。シングルスの優勝はないが、2002年ウィンブルドン選手権で男子シングルスのベスト8進出がある。自己最高ランキングはシングルス55位、ダブルス17位。身長185cm、体重74kg。右利き、バックハンド・ストロークは両手打ち。

## 来歴
サは兄の勧めで8歳からテニスを始め、ブラジルの12歳以下の部で1位になった後、13歳の時から5年間アメリカ・フロリダ州ブレイデントンにあるニック・ボロテリー・テニスアカデミーに留学した。1996年にプロ入りし、1997年に男子テニス国別対抗戦デビスカップブラジル代表選手に初選出される。2001年9月、香港オープンダブルスでカルステン・ブラーシュと組んで男子ツアーダブルス初優勝を果たす。2002年ウィンブルドン選手権男子シングルスでサはベスト8に勝ち進んだ。初進出の準々決勝では、地元イギリスのティム・ヘンマンから第2セットを奪い3-6, 7-5, 4-6, 3-6で敗れた。2002年8月12日付で、彼はシングルス自己最高ランキング55位に入った。それから男子ツアーダブルスで3度の準優勝と、2004年全豪オープン男子ダブルスで同じブラジルのフラビオ・サレッタと組んだベスト8進出があるが、その後しばらく好成績が途絶えていた。
2007年から、サは同じブラジルのマルセロ・メロと組んでダブルス成績を伸ばし始める。サとメロが初めてペアを組んだのは、2006年7月下旬にブラジル国内で開かれたチャレンジャー大会であった。このコンビは2007年4月のエストリル・オープンで初優勝し、サは2001年9月の香港オープン以来6年ぶりのツアー2勝目を挙げた。2007年ウィンブルドン選手権男子ダブルスでは、2回戦でケビン・ウリエット/ポール・ハンリー組と5-7, 7-6, 4-6, 7-6, 28-26の長い試合を戦った。これで波に乗った2人は、準々決勝で第3シードのダニエル・ネスター/マーク・ノールズ組を6-4, 6-3, 6-4のストレートで破ったが、続く準決勝でアルノー・クレマン/ミカエル・ロドラ組に6-7, 3-6, 3-6のストレートで敗れた。サはウィンブルドンの地で、2002年シングルスでのベスト8以来5年ぶりの活躍を見せた。2007年のシーズンを最後に、サはシングルスから撤退し、メロとのダブルスに活動を絞るようになった。
2008年、サとメロは男子ツアーのダブルスで年間3勝を挙げ、北京五輪男子ダブルスにも出場した。ブラジル代表の2人は、2回戦でインドのマヘシュ・ブパシ/リーンダー・パエス組に4-6, 2-6で敗れた。2009年にはオーストリア・オープンで優勝がある。この年を最後にメロとのペアを解消した。
その後はフランコ・フェレイロやステファン・フース、ミハル・メルティナクなどとペアを組んだ。3度目の五輪出場となったロンドン五輪ではトマス・ベルッシと組んだ。1回戦で金メダルを獲得したブライアン兄弟に6–7(5), 7–6(5), 3-6で敗れた。
地元開催の2016年リオ五輪で4大会連続の五輪に出場しベルッシとのペアで1回戦で第2シードのイギリスのアンディ・マリー&ジェイミー・マリー組を 7-6(6), 7-6(14) で破った。2回戦でイタリアのファビオ・フォニーニ&アンドレアス・セッピ組に 7-5, 5-7, 3-6 で敗れた。
サは2018年2月の地元ブラジル・オープンを最後に40歳で現役を引退した。

## ATPツアー決勝進出結果

### ダブルス: 30回 (11勝19敗)
| 結果   | No. | 決勝日        | 大会               | サーフェス    | パートナー                   | 対戦相手                                                | スコア                 |
| ------ | --- | ------------- | ------------------ | ------------- | ---------------------------- | ------------------------------------------------------- | ---------------------- |
| 準優勝 | 1.  | 1998年2月9日  | サンノゼ           | ハード        | ネルソン・エルツ             | トッド・ウッドブリッジ マーク・ウッドフォード           | 1–6, 5–7               |
| 準優勝 | 2.  | 2001年1月28日 | ボゴタ             | クレー        | マルティン・ロドリゲス       | マルティン・フッド セバスティアン・プリエト             | 2–6, 4–6               |
| 準優勝 | 3.  | 2001年7月9日  | ニューポート       | 芝            | グレン・ワイナー             | ボブ・ブライアン マイク・ブライアン                     | 3–6, 5–7               |
| 優勝   | 1.  | 2001年9月30日 | 香港               | ハード        | カルステン・ブラーシュ       | ペトル・ルクサ ラデク・ステパネク                       | 6–0, 7–5               |
| 準優勝 | 4.  | 2002年7月15日 | アメルスフォールト | クレー        | アレシャンドレ・シモーニ     | ジェフ・クッツェー クリス・ハガード                     | 6–7(1–7), 3–6          |
| 準優勝 | 5.  | 2002年9月15日 | コスタ・ド・サイペ | ハード        | グスタボ・クエルテン         | スコット・ハンフリーズ マーク・マークレイン             | 3–6, 6–7(1–7)          |
| 準優勝 | 6.  | 2003年7月14日 | アメルスフォールト | クレー        | クリス・ハガード             | デビン・ボウエン アシュリー・フィッシャー               | 0–6, 4-6               |
| 優勝   | 2.  | 2007年4月29日 | エストリル         | クレー        | マルセロ・メロ               | マルティン・ガルシア セバスティアン・プリエト           | 3–6, 6–2, [10–6]       |
| 優勝   | 3.  | 2008年2月11日 | コスタ・ド・サイペ | クレー        | マルセロ・メロ               | アルベルト・モンタニェス サンティアゴ・ベントゥーラ     | 4–6, 6–2, [10–7]       |
| 優勝   | 4.  | 2008年5月19日 | ペルチャッハ       | クレー        | マルセロ・メロ               | ユリアン・ノール ユルゲン・メルツァー                   | 7–5, 6–7(3–7), [13–11] |
| 準優勝 | 7.  | 2008年6月15日 | ロンドン           | 芝            | マルセロ・メロ               | ダニエル・ネスター ネナド・ジモニッチ                   | 4–6, 6–7(3–7)          |
| 優勝   | 5.  | 2008年8月23日 | ニューヘイブン     | ハード        | マルセロ・メロ               | マヘシュ・ブパシ マーク・ノールズ                       | 7–5, 6–2               |
| 準優勝 | 8.  | 2009年3月1日  | デルレイビーチ     | ハード        | マルセロ・メロ               | ボブ・ブライアン マイク・ブライアン                     | 4–6, 4–6               |
| 優勝   | 6.  | 2009年5月23日 | キッツビュール     | クレー        | マルセロ・メロ               | アンドレイ・パベル ホリア・テカウ                       | 6–7(9–11), 6–2, [10–7] |
| 準優勝 | 9.  | 2009年6月14日 | ロンドン           | 芝            | マルセロ・メロ               | ウェスリー・ムーディ ミハイル・ユージニー               | 4–6, 6–4, [6–10]       |
| 準優勝 | 10. | 2011年2月20日 | ブエノスアイレス   | クレー        | フランコ・フェレイロ         | オリバー・マラチ レオナルド・マイエル                   | 6–7(6–8), 3–6          |
| 準優勝 | 11. | 2011年8月6日  | キッツビュール     | クレー        | フランコ・フェレイロ         | ダニエレ・ブラッチャーリ サンティアゴ・ゴンサレス       | 6–7(1–7), 6–4, [9–11]  |
| 優勝   | 7.  | 2011年9月25日 | メス               | ハード (室内) | ジェイミー・マリー           | ルーカス・ドロウヒー マルセロ・メロ                     | 6–4, 7–6(9–7)          |
| 準優勝 | 12. | 2012年2月19日 | サンパウロ         | クレー        | ミハル・メルティナク         | エリック・ブトラック ブルーノ・ソアレス                 | 6–3, 4–6, [8–10]       |
| 準優勝 | 13. | 2012年2月26日 | ブエノスアイレス   | クレー        | ミハル・メルティナク         | ダビド・マレーロ フェルナンド・ベルダスコ               | 4–6, 4–6               |
| 準優勝 | 14. | 2012年3月4日  | デルレイビーチ     | ハード        | ミハル・メルティナク         | コリン・フレミング ロス・ハッチンス                     | 6–2, 6–7(5–7), [13–15] |
| 準優勝 | 15. | 2012年7月15日 | シュトゥットガルト | クレー        | ミハル・メルティナク         | ジェレミー・シャルディー ルカシュ・クボット             | 1-6, 3-6               |
| 優勝   | 8.  | 2015年3月1日  | ブエノスアイレス   | クレー        | ヤルコ・ニエミネン           | パブロ・アンドゥハール オリバー・マラチ                 | 4–6, 6–4, [10–7]       |
| 優勝   | 9.  | 2015年6月16日 | ノッティンガム     | 芝            | クリス・グッチョーネ         | パブロ・クエバス ダビド・マレーロ                       | 6–2, 7–5               |
| 優勝   | 10. | 2015年7月27日 | ウマグ             | クレー        | マキシモ・ゴンサレス         | マリウシュ・フィルステンベルク サンティアゴ・ゴンサレス | 4–6, 6–3, [10–5]       |
| 準優勝 | 16. | 2015年10月4日 | 深圳               | ハード        | クリス・グッチョーネ         | ジョナサン・エルリック コリン・フレミング               | 1–6, 7–6(3), [6–10]    |
| 準優勝 | 17. | 2016年4月25日 | ブカレスト         | クレー        | クリス・グッチョーネ         | フロリン・メルギア ホリア・テカウ                       | 5–7, 4–6               |
| 準優勝 | 18. | 2016年6月19日 | ロンドン           | 芝            | クリス・グッチョーネ         | ピエール＝ユーグ・エルベール ニコラ・マユ               | 3-6, 6-7(5)            |
| 優勝   | 11. | 2017年3月5日  | サンパウロ         | クレー        | ロジェリオ・ドゥトラ・シウバ | マーカス・ダニエル マルセロ・デモリネル                 | 7–6(5), 5–7, [10–7]    |
| 準優勝 | 19. | 2017年7月1日  | イーストボーン     | 芝            | ロハン・ボパンナ             | ボブ・ブライアン マイク・ブライアン                     | 7–6(4), 4–6, [3–10]    |

## 4大大会シングルス成績
略語の説明
| W | F | SF | QF | #R | RR | Q# | LQ | A | Z# | PO | G | S | B | NMS | P | NH |

W=優勝, F=準優勝, SF=ベスト4, QF=ベスト8, #R=#回戦敗退, RR=ラウンドロビン敗退, Q#=予選#回戦敗退, LQ=予選敗退, A=大会不参加, Z#=デビスカップ/BJKカップ地域ゾーン, PO=デビスカップ/BJKカッププレーオフ, G=オリンピック金メダル, S=オリンピック銀メダル, B=オリンピック銅メダル, NMS=マスターズシリーズから降格, P=開催延期, NH=開催なし.
| 大会           | 1997 | 1998 | 1999 | 2000 | 2001 | 2002 | 2003 | 2004 | 2005 | 2006 | 通算成績 |
| -------------- | ---- | ---- | ---- | ---- | ---- | ---- | ---- | ---- | ---- | ---- | -------- |
| 全豪オープン   | A    | LQ   | LQ   | A    | 2R   | 1R   | 1R   | LQ   | LQ   | A    | 1–3      |
| 全仏オープン   | A    | LQ   | A    | 1R   | LQ   | 1R   | 1R   | LQ   | LQ   | LQ   | 0–3      |
| ウィンブルドン | A    | 1R   | 2R   | 1R   | 1R   | QF   | 2R   | 1R   | LQ   | LQ   | 6–7      |
| 全米オープン   | LQ   | LQ   | LQ   | 2R   | 2R   | 1R   | LQ   | LQ   | LQ   | LQ   | 2–3      |